# Afghán (koberec)

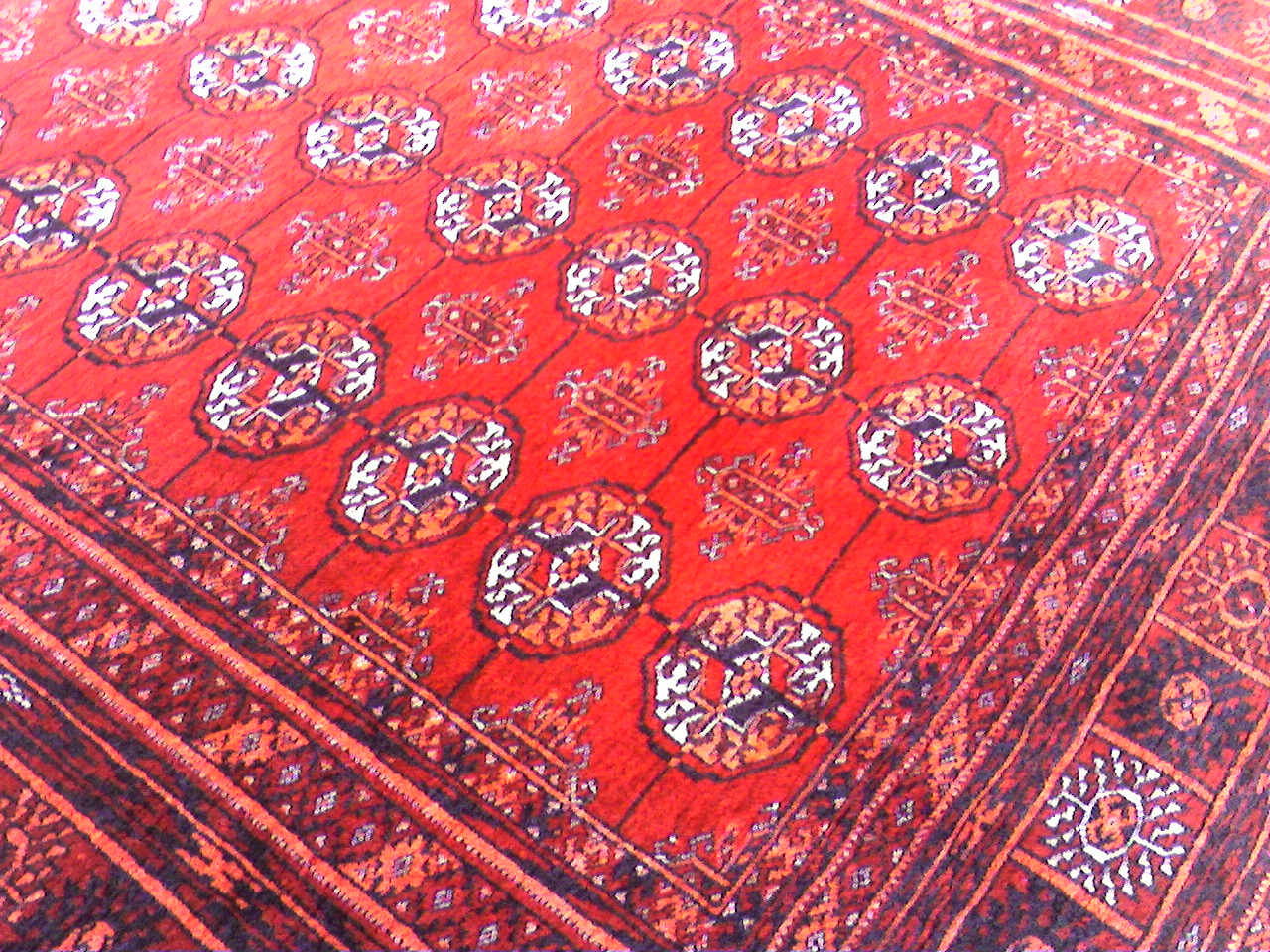
Afghán s typickým vzorováním (označení: “bucharský tisk“)

Afghán je ručně vázaný koberec s těžkým, hustým vlasem. 
Koberce jsou většinou střední velikosti, s opakujícími osmihrannými vzory zobrazujícími květiny, skoro vždy s červeně zbarveným pozadím. 
Afghány vyrábějí turkmenští řemeslníci v Afghánistánu a v přilehlé části Uzbekistánu.